# Lizenzausgabe
Eine Lizenzausgabe (von lat. licentia Erlaubnis, Vollmacht) ist die Ausgabe eines Werks durch einen Verlag, der die entsprechenden Verwertungsrechte oder auch Nebenrechte bei einem anderen Verlag erworben hat, welcher die Rechte am Werk des Künstlers besitzt. Das kann Nachdrucke betreffen, Drucke als Taschenbuch in Paperbackbindung oder Ausgaben im Ausland. Der Vertrag legt unter anderem die Gewinnbeteiligung des Originalverlags, die Laufzeit des Vertrags und die Anzahl der Exemplare fest.
Häufig ergänzen die Verlage die Angabe Lizenzausgabe noch durch überflüssige Attribute wie ‚limitiert‘, ‚genehmigt‘ oder ‚exklusiv‘ sowie durch zusätzliche Charakterisierungen wie ‚ungekürzt‘ und ‚deutsch-sprachig‘.
Buchgemeinschaften (die einzige in Deutschland noch existente ist nach der Insolvenz der Wissenschaftlichen Buchgesellschaft im Oktober 2023 die Büchergilde Gutenberg) bieten ihren Mitgliedern hauptsächlich Lizenzausgaben an.
Büchersammler sind in der Regel nicht an Lizenzausgaben interessiert.